# Cobalt(II)-fluorid
Cobalt(II)-fluorid ist eine chemische Verbindung des Cobalts aus der Gruppe der Fluoride.

## Gewinnung und Darstellung
Cobalt(II)-fluorid kann durch Reaktion von Cobalt(II)-chlorid oder Cobalt(II)-carbonat mit Fluorwasserstoff gewonnen werden.
{\displaystyle \mathrm {CoCl_{2}+2\ HF\longrightarrow CoF_{2}+2\ HCl} }

## Eigenschaften
Cobalt(II)-fluorid ist ein rosenroter Feststoff, der wenig löslich in Wasser ist. Er besitzt eine Kristallstruktur vom Rutil-Typ und kommt auch als Di-, Tri- und Tetrahydrat vor.

## Verwendung
Cobalt(II)-fluorid kann als Katalysator zur Herstellung von Perfluorcarbonen verwendet werden.